# Dzianis Łapcieu
Dzianis Iharawicz Łapcieu (biał. Дзяніс Ігаравіч Лапцеў, ros. Денис Игоревич Лаптев, Dienis Igoriewicz Łaptiew; ur. 1 sierpnia 1991 w Mozyrzu) – białoruski piłkarz występujący na pozycji środkowego napastnika w rosyjskim klubie Torpedo Moskwa i reprezentacji Białorusi. Wychowanek SDJuSzOR-3 Mozyrz.

## Sukcesy

### Klubowe
Sławija Mozyrz
- Mistrzostwo Pierszajej lihi: 2011

Szachcior Soligorsk
- Zdobywca Pucharu Białorusi: 2018/2019

Dynama Brześć
- Mistrzostwo Białorusi: 2019
- Zdobywca Superpucharu Białorusi: 2019, 2020

### Indywidualne
- Król strzelców Pierszajej lihi: 2014 (24 gole)